# Score (album)
Albums de Dream Theater
Octavarium
(2005) Systematic Chaos
(2007)
Vidéos par Dream Theater
Live at Budokan
(2004) Chaos in Motion 2007-2008
(2008)
Pour les articles homonymes, voir Score.
Score est le nom d’un album live du groupe Dream Theater sorti en 2006. Ce nom est un jeu de mots signifiant en anglais à la fois partition, 20 et marquer (un point, un but).

## Histoire
En guise de conclusion de la tournée Octavarium (2005 - 2006), Dream Theater a donné un concert très spécial le 1er avril  au Radio City Music Hall de New York. En effet, la seconde partie du concert et le rappel ont été secondés par un orchestre (comme dans l’album S&M de Metallica). Ce concert, qui a été mixé par Michael H. Brauer avec plus de 11 caméras hautes-définitions, fait l’objet de cet album produit sous la forme d’un double DVD et un triple CD, célébrant le vingtième anniversaire du groupe.

## Contenu
Les deux versions contiennent l'enregistrement intégral du concert du 1er avril 2006 (environ 3 heures de musique, dont plus de 90 minutes accompagnées d'un orchestre). 
Le DVD contient les bonus suivants : 
- The Score So Far : Documentaire d'une heure retraçant la carrière du groupe depuis le tout début au Berklee College Of Music en 1985 jusqu'à ce concert anniversaire. Seront également inclus des reportages et interviews rares et inédits avec les anciens et actuels membres du groupe.
- Le dessin animé Octavarium
- Another Day (Tokyo, 1993)
- The Great Debate (Bucarest, 2002)
- Honor Thy Father (Chicago, 2005)

## Liste des chansons

### CD

#### Disque 1
| No | Titre                 | Paroles          | Musique       | Interprète    | Durée |
| -- | --------------------- | ---------------- | ------------- | ------------- | ----- |
| 1. | The Root of All Evil  | Mike Portnoy     | Dream Theater | Dream Theater | 8:22  |
| 2. | I Walk Beside You     | John Petrucci    | Dream Theater | Dream Theater | 4:11  |
| 3. | Another Won           | Petrucci         | Dream Theater | Dream Theater | 5:22  |
| 4. | Afterlife             | Charlie Dominici | Dream Theater | Dream Theater | 5:56  |
| 5. | Under a Glass Moon    | Petrucci         | Dream Theater | Dream Theater | 7:29  |
| 6. | Innocence Faded       | Petrucci         | Dream Theater | Dream Theater | 5:36  |
| 7. | Raise the Knife       | Portnoy          | Dream Theater | Dream Theater | 11:43 |
| 8. | The Spirit Carries On | Petrucci         | Dream Theater | Dream Theater | 9:46  |

#### Disque 2
| No | Titre                           | Paroles           | Musique                                      | Interprète                               | Durée |
| -- | ------------------------------- | ----------------- | -------------------------------------------- | ---------------------------------------- | ----- |
| 1. | Six Degrees of Inner Turbulence | Petrucci, Portnoy | Petrucci, John Myung, Jordan Rudess, Portnoy | Dream Theater & l'orchestre d'Octavarium | 41:33 |
| 2. | Vacant                          | James LaBrie      | Myung, Rudess                                | Dream Theater & l'orchestre d'Octavarium | 3:01  |
| 3. | The Answer Lies Within          | Petrucci          | Dream Theater                                | Dream Theater & l'orchestre d'Octavarium | 5:36  |
| 4. | Sacrificed Sons                 | LaBrie            | Dream Theater                                | Dream Theater & l'orchestre d'Octavarium | 10:38 |

#### Disque 3
| No | Titre                                         | Paroles                   | Musique       | Interprète                               | Durée |
| -- | --------------------------------------------- | ------------------------- | ------------- | ---------------------------------------- | ----- |
| 1. | Octavarium                                    | LaBrie, Petrucci, Portnoy | Dream Theater | Dream Theater & l'orchestre d'Octavarium | 27:16 |
| 2. | Metropolis Pt. 1: The Miracle and the Sleeper | Petrucci                  | Dream Theater | Dream Theater & l'orchestre d'Octavarium | 10:39 |

### DVD
Dream Theater joue seul sur les huit premières chansons et est rejoint par l'orchestre d'Octavarium sur les suivantes.

#### Disque 1
1. The Root of All Evil – 9:32
2. I Walk Beside You – 4:10
3. Another Won – 5:40
4. Afterlife – 7:28
5. Under a Glass Moon – 7:27
6. Innocence Faded – 6:16
7. Raise the Knife – 11:51
8. The Spirit Carries On – 9:37
9. Six Degrees of Inner Turbulence – 41:26
10. Vacant – 3:03
11. The Answer Lies Within – 5:36
12. Sacrificed Sons – 10:36
13. Octavarium – 27:29
14. Metropolis – 11:16
15. Credits – 2:53

#### Disque 2
- The Score So Far… Documentaire sur le 20e anniversaire – 56:25
- Octavarium Animation – 3:06
- Another Day (Concert à Tokyo – 26 août 1993) – 4:47
- The Great Debate (Concert à Bucarest – 4 juillet 2002) – 13:37
- Honor Thy Father (Concert à Chicago – 12 août 2005) – 9:47